# Пайсту
Па́йсту (ест. Paistu küla) — село в Естонії, у волості Вільянді повіту Вільяндімаа.

## Населення
Чисельність населення на 31 грудня 2011 року становила 327 осіб.

## Історія
З 19 грудня 1991 до 5 листопада 2013 року село входило до складу волості Пайсту й було її адміністративним центром.

## Персоналії
- Едуард Рітсон — естонський дипломат, лікар.